# Okręg wyborczy Paisley South
Okręg wyborczy Paisley South powstał w 1983 r. i wysyłał do brytyjskiej Izby Gmin jednego deputowanego wybieranego w ordynacji większościowej. Okręg został zniesiony w 2005 r.

## Deputowani do brytyjskiej Izby Gmin z okręgu Paisley South
- 1983–1990: Norman Buchan, Partia Pracy
- 1990–1997: Gordon McMaster, Partia Pracy
- 1997–2005: Douglas Alexander, Partia Pracy